# 彌薩羅

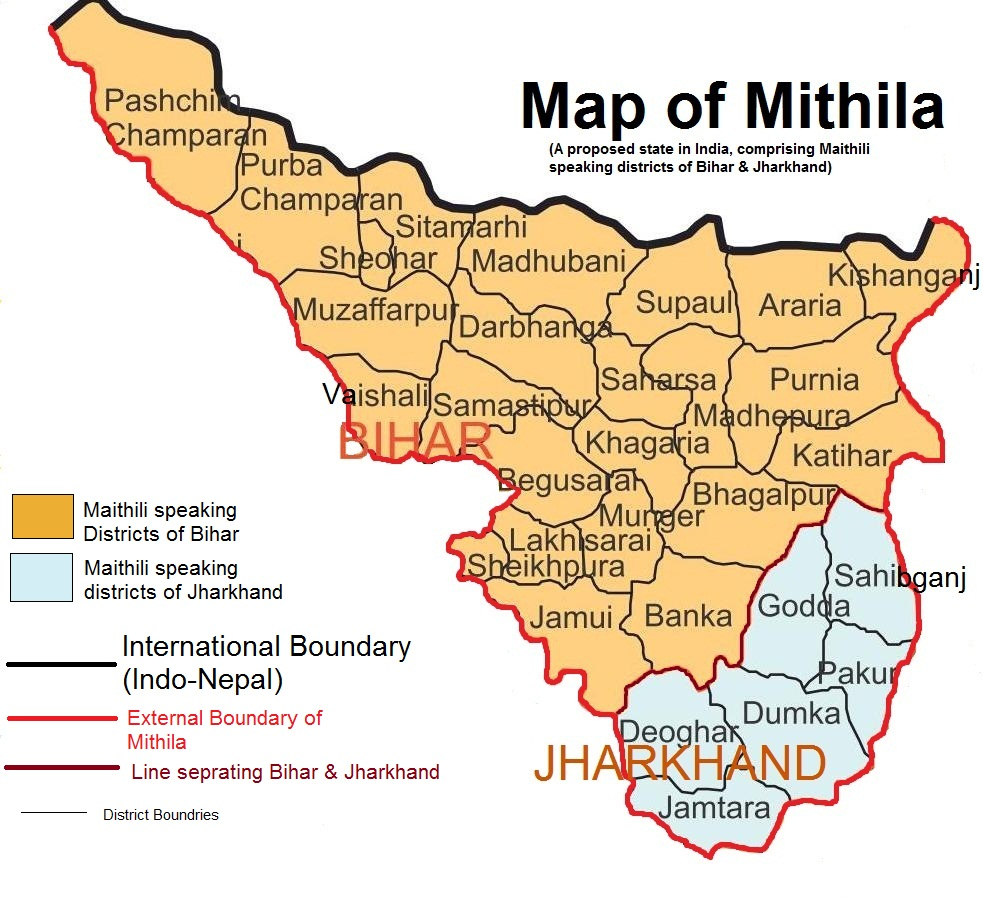
Map of Proposed Mithila State, showing its districts

彌梯羅城（梵語：मिथिला, mithilā），又作彌絺羅城、弥耻罗城，也譯彌薩羅城、彌提羅城，是古代印度城市，毘提訶王國的首都。彌絺羅也用來代指毘提訶國。彌絺羅地區位於恆河平原東北，現今比哈爾邦大部和尼泊爾的鄰近地區。彌絺羅市的位置在現今尼泊爾的賈納克布爾市。在佛教阿含經中多次提到彌絺羅。
現今邁蒂利語的名稱來自彌薩羅。